# Набу-мукін-аплі
Набу-мукін-аплі' (д/н — бл. 943 до н. е.) — цар Вавилону близько 979—943 до н. е. Ім'я перекладається як «Набу засновник законного спадкоємця».

## Життєпис
Походження та обставини приходу до влади невідомі, оскільки вони припадають на середину так званих «Вавилонських темних віків». Про цього царя згадується в «Зібраній хроніці» («Новий Вавилонський літопис») та «Релігійній хроніці». Можливо належав до кассітської знаті, проте непевно.
Володарювання Набу-мукін-аплі тривало 36 років.. Його влада охоплювала центральну частину Месопотамії з містами Вавилон, Борсіппа, Ніппур. Водночас йому довелося боротися проти арамеїв, які протягом попереднього століття були господарями Вавилонії. Цими війнами скористалися халдеї, який почали захоплювати Шумер.
Втім напевне до кінця життя зумів зміцнити владу в центральній Вавилонії, оскільки є згадки про призначення в провідних містах країни, а також те, що передав трон синові Нінурта-кудуррі-уцур II.